# 1508
Cette page concerne l'année 1508  du calendrier julien.
L'année 1508 est une année bissextile qui commence un samedi.

## Événements
- Mars : victoire de la flotte égypto-Gujératie sur les Portugais à Chaul[1]. Le sultan mamelouk d'Égypte Qânsûh Ghaurî envoie sa flotte sur la côte indienne pour tenter de couper la route des Indes aux Portugais (1508-1509) : victorieuse à Chaul, elle est finalement écrasée à la bataille de Diu l'année suivante.
- 4 mai : Rana Sanga (en) devient souverain du Mewâr dans le Rajasthan (fin en 1528)[2].
- Mai - juin[3] : départ de Sébastien Cabot pour un voyage à Terre-Neuve et dans le golfe du Saint-Laurent. Il remonte le détroit d’Hudson où il devine l’amorce du passage du Nord-Ouest. Son équipage refuse de s’aventurer dans les glaces[4].
- 29 juin : Diaz de Solís et Vicente Pinzón quittent Sanlúcar pour un voyage d'exploration des côtes de l’Amérique du Sud, à la recherche d'un passage vers l'Asie, du Cabo de Santo Agostinho jusqu'au 40e parallèle. Ils passent devant le Río de la Plata sans le voir[5].
- 1er juillet : au Japon, Yoshitane Ashikaga retrouve son titre de shogun[6].

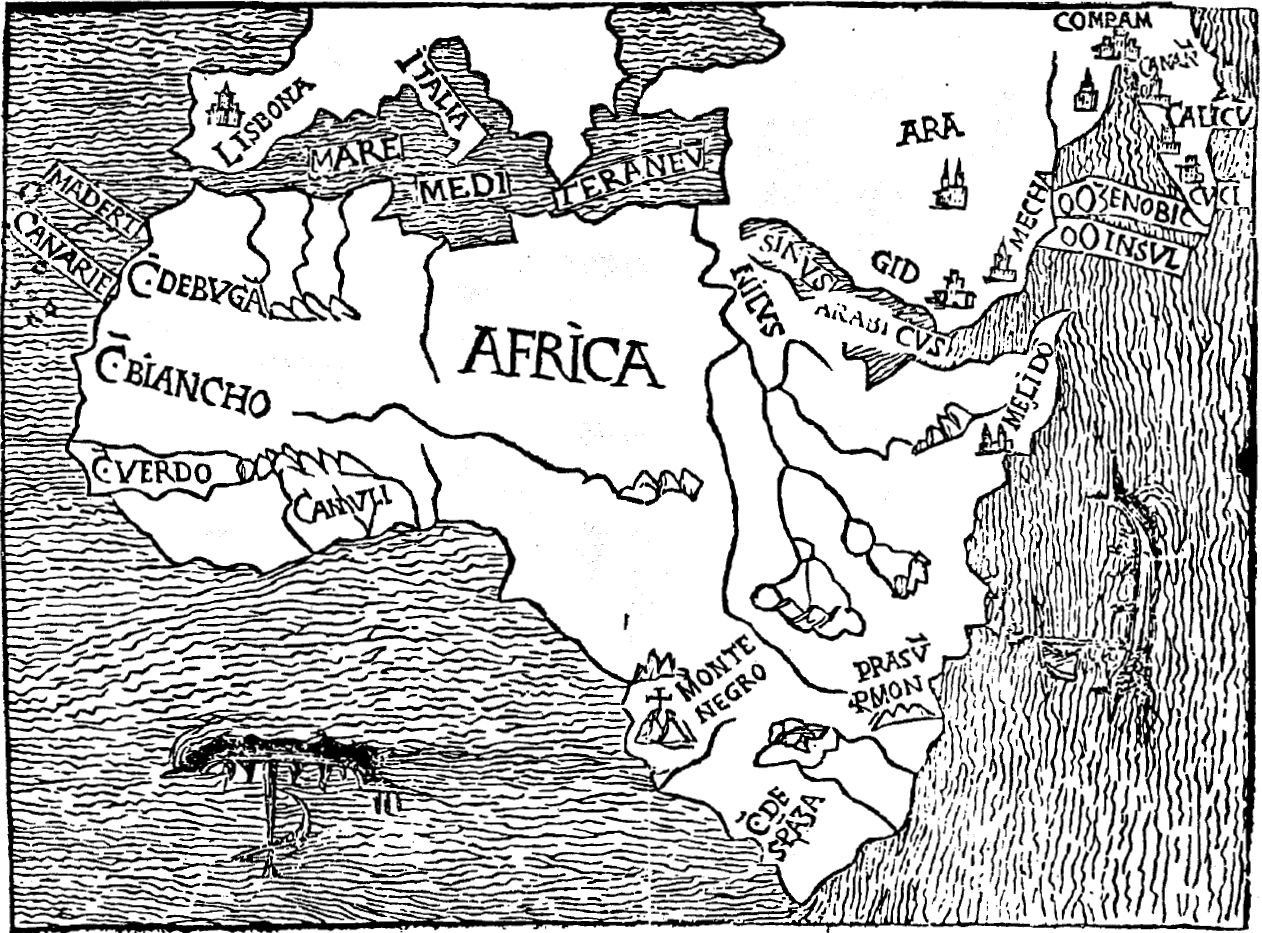
Carte de l'Afrique de 1508

- 23 juillet : Pedro Navarro s’empare du Peñón de Vélez de la Gomera, puis de Ténès. Les troupes castillanes entreprennent de conquérir des bases (presidios) en Afrique du Nord à l’instigation du cardinal Jiménez[7].
- 11 août : début du règne de Dawit II, roi d'Éthiopie (fin en 1540)[8]. Régence de l’impératrice Eléni (morte vers 1520) pendant la minorité de son petit-fils Lebna-Dengel (Encens de la Vierge), âgé de huit ans. Elle est conseillée par le Portugais Pedro de Covilham. Fille d’un prince musulman, elle maintient la paix et favorise le commerce avec les pays islamiques par l’intermédiaire de l’Adal[9].
- Août : Nicolás de Ovando envoie Juan Ponce de León coloniser l’île de Borinquen (Porto Rico)[10]. Il fonde Caparra et utilise les Arawaks pour exploiter des mines d’or. Ils meurent par millier et seront remplacés par des esclaves noirs (1511).
- Décembre : Afonso de Albuquerque (1453-1515), nommé vice-roi des Indes portugaises pour remplacer Almeida, arrive à Cananor. Ce-dernier refuse de se laisser destituer avant d'avoir venger la mort de son fils Lourenço tué à Chaul, et lance une expédition contre le sultan du Gujerat Mahmud Begada, qui brûle le port de Dabul le 13 décembre puis remporte la bataille de Diu en février 1509[11].

- Expédition du Rouennais Thomas Aubert financée par le Dieppois Jean Ango sur les côtes de Terre-Neuve. Elle ramène à Rouen sept Amérindiens et un canot[12].

### Europe
- Janvier : le futur Christian II de Danemark abolit les privilèges de la Hanse à Oslo. Les étrangers ne peuvent plus négocier qu’avec les bourgeois de la ville[13].
- 3 février : Maximilien d'Autriche prend à Trente le titre d’empereur romain élu. Son armée pénètre dans les territoires de la république de Venise mais est repoussée ; les Vénitiens s'emparent de Goritz, de Trieste, de Pola et de Fiume[14].
- 11 avril : François Marie della Rovere devient duc d'Urbino à la mort de son père adoptif Guidobaldo[15].
- Avril[16] : Mihnea Ier, fils de Vlad l’Empaleur, s’empare du trône de Valachie avec l’aide de Mehmed bey Mihaloglou, puissant gouverneur ottoman de Nicopolis. Son règne sanglant s’achève en octobre 1509 sur ordre du sultan. La Valachie changera quinze fois de voïévode en vingt ans (1509-1529).
- 6 juin : face à la résistance de Venise, Maximilien doit accepter une trêve de 3 ans[14].
- 26 juillet : inauguration en Espagne de l’université d’Alcalá, où règne l’esprit humaniste (cf. 1498)[17].
- 10 décembre : traité de Cambrai. La Ligue de Cambrai est formée pour s'opposer à la république de Venise (Louis XII de France, Maximilien d'Autriche, Ferdinand II d'Aragon, Jules II, Florence). Elle permet au pape de récupérer les villes de Romagne cédées aux Vénitiens[14]. Début de la guerre de la Ligue de Cambrai.

- Raid turcs en Slovénie : 200 000 prisonniers auraient été emmenés ou vendus en esclavage[18].
- Le Portugal installe la Feitoria de Flandres, succursale de la Casa da India à Anvers[19].

## Naissances en 1508
- 18 janvier : Ferrante Sanseverino, quatrième et dernier prince de Salerne, condottiere et mécène humaniste italien († 1568).
- 16 mars : Sebastian von Heusenstamm, évêque de Mayence († 18 mars 1555).
- 17 mars : Humâyûn, fils de Bâbur et de sa troisième bégum Mahum, est le second empereur moghol († 27 janvier 1556).
- 3 avril : Jean Dorat, écrivain français († 1er novembre 1588).
- 4 avril : Hercule II d'Este, quatrième duc de Ferrare, Modène et Reggio (1534-1559) († 3 octobre 1559).
- 8 juin : Primož Trubar, réformateur protestant slovène († 28 juin 1586).
- 13 juin : Alexandre Piccolomini, humaniste et philosophe toscan († 12 mars 1579).
- 25 septembre : Francisco Mendoza de Bobadilla, cardinal espagnol († 1er décembre 1566).
- 28 octobre, Christophe de Thou, premier président du Parlement de Paris du 14 décembre 1562 à sa mort († 1er novembre 1582).
- 23 novembre : François de Brunswick-Lunebourg, membre de la maison de Brunswick († 23 novembre 1549).
- 25 novembre : Cristoforo Gherardi, peintre italien maniériste († avril 1556).
- 30 novembre : Andrea di Pietro della Gondola, dit Palladio, architecte italien, à Padoue († 19 août 1580).
- 9 décembre : Gemma Frisius, cartographe et mathématicien néerlandais († 25 mai 1555).
- 24 décembre : Pietro Carnesecchi, homme politique, humaniste italien de la Renaissance et martyr de la Réforme († 1er octobre 1567).
- Date inconnue :
  - Pieter Aertsen, peintre hollandais († 3 juin 1575).
  - Giovanni Battista Averara, peintre italien († 10 novembre 1548).
  - Charles de Cocquiel, homme politique anversois.
  - Marguerite de Croÿ, fille de Charles Ier de Croÿ, 1er prince de Chimay et épouse de Charles II de Lalaing († 1549).
  - Girolamo da Treviso, peintre italien († 10 septembre 1544).
  - Ludovico Dolce, auteur polygraphe, grammairien et théoricien de la peinture italienne († 1568).
  - Marin Držić, prosateur et dramaturge de la république de Raguse († 1567).
  - François Gaudart, seigneur de La Fontaine, ambassadeur de Charles IX de France en Suisse et à Venise, directeur des Finances en Champagne († 1575).
  - Giovanni Bernardo Lama, peintre italien († 1579).
  - Miyoshi Masanaga, samouraï de l'époque Sengoku († 18 juillet 1549).
  - Francisco Pacheco de Toledo, cardinal espagnol († 23 août 1579).
  - Paolo Sadoleto, religieux italien, évêque de Carpentras († 26 février 1572).
  - Georges de Selve, diplomate et érudit français († 12 avril 1541).
  - Gabrio Serbelloni, général Italien († janvier 1580).
  - Jérôme Souchier, cardinal français († 10 novembre 1571).
  - Jean Taisnier, musicien, astrologue et mathématicien († 1562).
  - Takanashi Masayori, vassal du clan Uesugi à la fin de l'époque Sengoku du Japon féodal († 1581).
  - Baptiste Tronchay, écrivain français († 21 juin 1557).
  - Thomas Wyndham, officier de la marine anglaise et navigateur († 1554).
  - Nikola Šubić Zrinski, militaire, homme d'État et écrivain croate (et hongrois) († 8 septembre 1566).
- Vers 1508 :
- Pastorino dei Pastorini, peintre, sculpteur et médailliste italien († 1592).

## Décès en 1508
- 27 février: Jacques Stuart, fils aîné de Jacques IV et de son épouse la reine consort Marguerite Tudor (° 21 février 1507).
- 28 février: Philippe Ier du Palatinat, comte palatin du Rhin (° 1448).
- 28 juin : Keian Genju (en), lettré japonais confucianiste (1427-1508).
- 19 juillet : Louis Bolognini, jurisconsulte et diplomate italien.
- 31 juillet : Naod, roi d'Éthiopie[8].
- 10 décembre : René II de Lorraine, duc de Lorraine  (° 1451).
- Date précise inconnue :
- Giovan Maria di Bartolomeo Baci di Belforte, peintre italien (° ?).